# Prefetti della provincia di Vibo Valentia
Elenco completo dei prefetti della provincia di Vibo Valentia dal 1995.

## Repubblica italiana
- Giuseppe Capriulo (11 maggio 1995 - 5 novembre 1995)
- Abramo Barillari (6 novembre 1995 - 14 luglio 2000)
- Gianfranco Casilli (15 luglio 2000 - 9 giugno 2003)
- Mario Tafaro (10 giugno 2003 - 9 gennaio 2006)
- Paola Basilone (10 gennaio 2006 - 9 luglio 2006)
- Vincenzo Greco (10 luglio 2006 - 28 dicembre 2007)
- Ennio Mario Sodano (29 dicembre 2007 - 31 agosto 2009)
- Luisa Latella (1º settembre 2009 - 5 febbraio 2012)
- Michele Di Bari (6 febbraio 2012 - 31 luglio 2013)
- Giovanni Bruno (1º agosto 2013 - 10 gennaio 2016)
- Carmelo Casabona (11 gennaio 2016 - 15 febbraio 2017)
- Guido Nicolò Longo (1º marzo 2017 - 31 maggio 2018)
- Giuseppe Gualtieri (23 luglio 2018 - 30 aprile 2019)
- Francesca Ferrandino (3 maggio 2019 - 3 giugno 2019)
- Francesco Zito (4 giugno 2019 - 25 aprile 2021)
- Roberta Lulli (26 aprile 2021 - 12 marzo 2023)
- Paolo Giovanni Grieco (dal 13 marzo 2023)